# مارسيلو كارسيتو
مارسيلو كارسيتو (بالإسبانية: Marcelo Carracedo) (مواليد 16 أبريل 1970)، هو لاعب كرة قدم سابق كان يلعب كلاعب وسط.

## وصلات خارجية
- مارسيلو كارسيتو على موقع رابطة كرة القدم اليابانية للمحترفين (اليابانية)
- مارسيلو كارسيتو على موقع قاعدة بيانات كرة القدم.إي يو (الإنجليزية)
- مارسيلو كارسيتو على موقع بيانات كرة القدم. دي إي (الألمانية)
- مارسيلو كارسيتو على موقع Soccerway.com (الإنجليزية)
- مارسيلو كارسيتو على موقع عالم كرة القدم.نت (الإنجليزية)